# Phare de Sibago
Le phare de Sigago  est un phare situé sur Sibago Island au ord-est de l'île de Basilan , dans l'archipel de Sulu, dans la Région autonome en Mindanao musulmane, aux Philippines. 
Ce phare géré par le Maritime Safety Services Command (MSSC) , service de la Garde côtière des Philippine (Philippine Coast Guard ).

## Histoire
L'île de Sibago est située au sud-ouest de la péninsule de Zamboanga dont elle fait partie administrativement comme les autres îles de l'archipel de Sulu. Elle est baignée par la mer des Célèbes.

## Phare actuel
C'est une tour métallique galvanisée, de 23 m de haut.
Ce phare émet, à une hauteur focale de 215 m, un éclat blanc toutes les dix secondes. Sa portée n'est pas connue. 
Identifiant : ARLHS : PHI-045 ; PCG-.... - Amirauté : F2492 - NGA : 14152 .

### Lien connexe
- Liste des phares aux Philippines